# 라울 바네자
라울 버네이자(Raoul Bhaneja, 1974년 6월 6일 ~ )는 캐나다의 배우이다.
맨체스터에서 태어났다.

## 출연 작품
- 더 베스트 레이드 플랜스 (2014년)
- 라이트 카인드 오브 롱 (2013년)
- 우리도 사랑일까 (2011년)
- 레이버 로스 (2010년)
- 앳 홈 바이 마이셀프...위드 유 (2009년)
- 위어즈빌 (2007년)
- 드레스덴 파일 (2007년)
- 센티넬 (2006년) - 아지즈 요원 역
- 터치 오브 핑크 (2004년)
- 갓센드 (2004년)
- 컨트롤 팩터 (2003년)
- 아라라트 (2002년)
- 탑 블레이드 더 무비 (2002년)
- 클레어 작전 (2001년) - 리 형사 역
- 살인의 법칙 (2001년)
- 언더커버 킬러 (1999년)

### 텔레비전
- 드레스덴 파일